# Eritrea a 2012. évi nyári olimpiai játékokon
Eritrea a nagy-britanniai Londonban megrendezett 2012. évi nyári olimpiai játékok egyik részt vevő nemzete volt. Az országot az olimpián 2 sportágban 12 sportoló képviselte, akik érmet nem szereztek.

## Atlétika
Férfi
| Versenyző            | Versenyszám    | Előfutam | Előfutam | Előfutam | Elődöntő | Elődöntő | Elődöntő | Döntő         | Döntő         |
| Versenyző            | Versenyszám    | Idő      | Hely.    | Össz.    | Idő      | Hely.    | Össz.    | Idő           | Helyezés      |
| -------------------- | -------------- | -------- | -------- | -------- | -------- | -------- | -------- | ------------- | ------------- |
| Teklit Teweldebrhan  | 1500 m         | 3:42,88  | 13.      | 33.      | kiesett  | kiesett  | kiesett  | kiesett       | kiesett       |
| Abrar Osman Adem     | 5000 m         | 13:24,40 | 11.      | 11.      |          |          |          | kiesett       | kiesett       |
| Amanuel Mesel        | 5000 m         | 13:48,13 | 16.      | 34.      |          |          |          | kiesett       | kiesett       |
| Zersenay Tadese      | 10 000 m       |          |          |          |          |          |          | 27:33,51      | 6.            |
| Teklemariam Medhin   | 10 000 m       |          |          |          |          |          |          | 27:34,76      | 7.            |
| Nguse Tesfaldet      | 10 000 m       |          |          |          |          |          |          | 27:56,78      | 15.           |
| Yared Asmerom        | Maraton        |          |          |          |          |          |          | 2:15:24       | 19.           |
| Yonas Kifle          | Maraton        |          |          |          |          |          |          | 2:21:25       | 58.           |
| Samuel Tsegay        | Maraton        |          |          |          |          |          |          | nem ért célba | nem ért célba |
| Weynay Ghebresilasie | 3000 m akadály | 8:37,57  | 10.      | 29.      |          |          |          | kiesett       | kiesett       |

Női
| Versenyző      | Versenyszám | Eredmény | Helyezés |
| -------------- | ----------- | -------- | -------- |
| Rehaset Mehari | Maraton     | 2:35:49  | 59.      |

## Kerékpározás

### Országúti kerékpározás
Férfi
| Versenyző            | Versenyszám   | Idő             | Helyezés |
| -------------------- | ------------- | --------------- | -------- |
| Daniel Teklehaymanot | Mezőnyverseny | 5:46:37 (+0:40) | 73.      |